# بيل كالهون (كرة سلة)
بيل كالهون (بالإنجليزية: Bill Calhoun)‏ مواليد 4 نوفمبر 1927 في سان فرانسيسكو، هو لاعب كرة سلة أمريكي سابق. بدأ مسيرته الاحترافية في سنة 1947. يبلغ طوله 6 قدم 5 بوصة (2.0 م). اعتزل اللعب في 1955. فاز بلقب دوري إن بي إيه.

## المسيرة الاحترافية
لعب مع سكرامنتو كينغز من سنة 1947 إلى 1951، ثم لعب مع بالتيمور باليتس في موسم 1951–52 ، ثم لعب مع أتلانتا هوكس من سنة 1952 إلى 1955.

## روابط خارجية
- بيل كالهون على موقع إن بي أي (الإنجليزية)
- بيل كالهون على موقع سبورتس رفرنس (الإنجليزية)
- بيل كالهون على موقع ريلجم (الإنجليزية)
- بيل كالهون على موقع بروبوليرز (الإنجليزية)
- بيل كالهون على موقع سبورتس رفرنس (الإنجليزية)